# Островонж
Островонж (пол. Ostrowąż) — село в Польщі, у гміні Слесін Конінського повіту Великопольського воєводства.
Населення — 290 осіб (2011).
У 1975-1998 роках село належало до Конінського воєводства.

## Демографія
Демографічна структура станом на 31 березня 2011 року:
|          | Загалом | Допрацездатний вік | Працездатний вік | Постпрацездатний вік |
| -------- | ------- | ------------------ | ---------------- | -------------------- |
| Чоловіки | 140     | 21                 | 102              | 17                   |
| Жінки    | 150     | 26                 | 93               | 31                   |
| Разом    | 290     | 47                 | 195              | 48                   |